# Японские водолазы в России
Японские водолазы в России — группы японских морских специалистов, привлечённые российским правительством в период Первой мировой войны для проведения подводных работ на повреждённых и затонувших кораблях Российского императорского флота. Основными задачами японских водолазов были обследование, ремонт и подъём кораблей — броненосного крейсера «Пересвет» и линкора «Императрица Мария».
Японские специалисты, обладавшие передовым для того времени опытом в области судоподъёма и подводных работ, были направлены в Россию в рамках союзнических отношений между двумя странами. Работы проводились во Владивостоке и Севастополе. Команды возглавляли опытные офицеры и инженеры Императорского флота Японии, такие как капитан 1-го ранга Танака Котаро и капитан 2-го ранга Фукусима Куматаро.
Японским водолазам удалось успешно снять «Пересвет» с мели и провести его первичный ремонт, однако впоследствии корабль затонул в Средиземном море в результате подрыва на немецкой мине. Первоначальные планы по масштабному привлечению японских специалистов к подъёму «Императрицы Марии» не были реализованы: японская миссия была отозвана из-за инцидента с крейсером «Цукуба» в Японии. Линкор был поднят позднее, уже российскими силами, и по иному проекту.
Деятельность японских водолазов получила высокую оценку российского командования, многие специалисты были награждены российскими орденами и медалями. Японские водолазы были одними из военных представителей Японии в Европейской России во время Первой мировой войны наряду с японскими наблюдателями, атташе, инструкторами-артиллеристами и добровольцами.

## Деятельность

### Спасение броненосного крейсера «Пересвет»

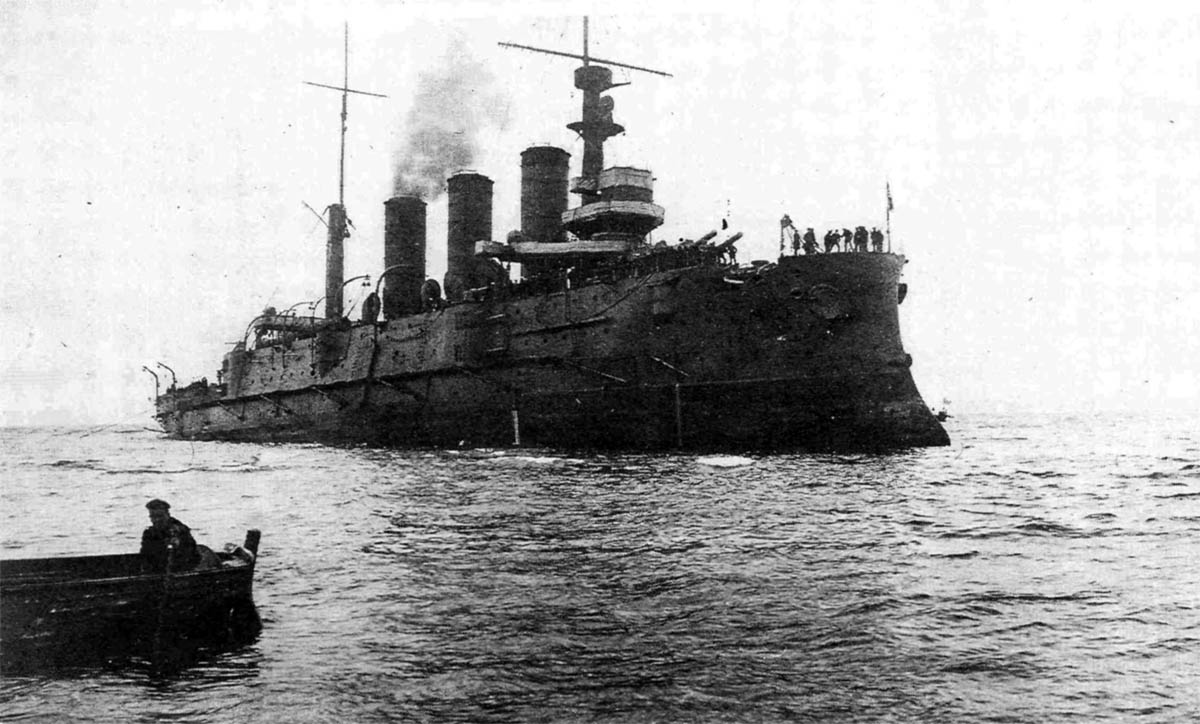
Броненосный крейсер Пересвет на камнях в районе маяка Скрыплева, май 1916 года.

В 1916 году Россия выкупила у Японии броненосцы «Пересвет», «Полтава» («Танго») и крейсер «Варяг» («Соя»), ставшие японскими трофеями в Русско-японской войне. Корабли были переведены во Владивосток японскими экипажами и сданы под русское командование в апреле 1916 года.
После прибытия во Владивосток из Японии корабль прошёл первичный ремонт и вышел на первые ходовые испытания с русским экипажем. При возвращении в порт он наскочил на мель у острова Скрыплёва. Попытки снять корабль с мели имевшимися средствами не увенчались успехом. Более того, предпринятые по приказу контр-адмирала А. И. Бестужева-Рюмина неоднократные попытки стащить крейсер с камней буксирами привели к серьёзным повреждениям внутреннего дна. Устранение подобных повреждений средствами, доступными в порту Владивостока, было невозможным.
В связи с этим для проведения ремонтных работ были привлечены японские специалисты. В общей сложности в работах было задействовано около 180 японских специалистов, которые демонтировали боевую рубку и броню, облегчив тем самым корабль. После этого к работам приступила команда из 14 водолазов. В рапорте П. В. Римского-Корсакова высоко оценивается точность, с которой японские специалисты определили положение корабля на камнях, и проведение подкильных проводников для подведения найтовов. Пробоины были зацементированы; затем были подведены понтоны, и вода была откачана. Корабль был снят с мели и отбуксирован во Владивосток. 
Особо была отмечена работа капитана 2-го ранга Фукусима Куматаро, руководившего всеми работами, капитана 2-го ранга Кокума Сува, делавшего все расчёты, и лейтенанта Хасигути Ясутака, принимавшего непосредственное участие в водолазных работах. Хасигути спустился в затопленные отсеки, обследовал пробоину и залил её цементом.
Корабль был отправлен на ремонт в Майдзуру. Однако после ремонта и перехода из Японии до Порт-Саида в декабре 1916 года «Пересвет» подорвался на немецких минах и затонул, в результате чего погибло более 250 членов экипажа.

### Подъём линкора «Императрица Мария»

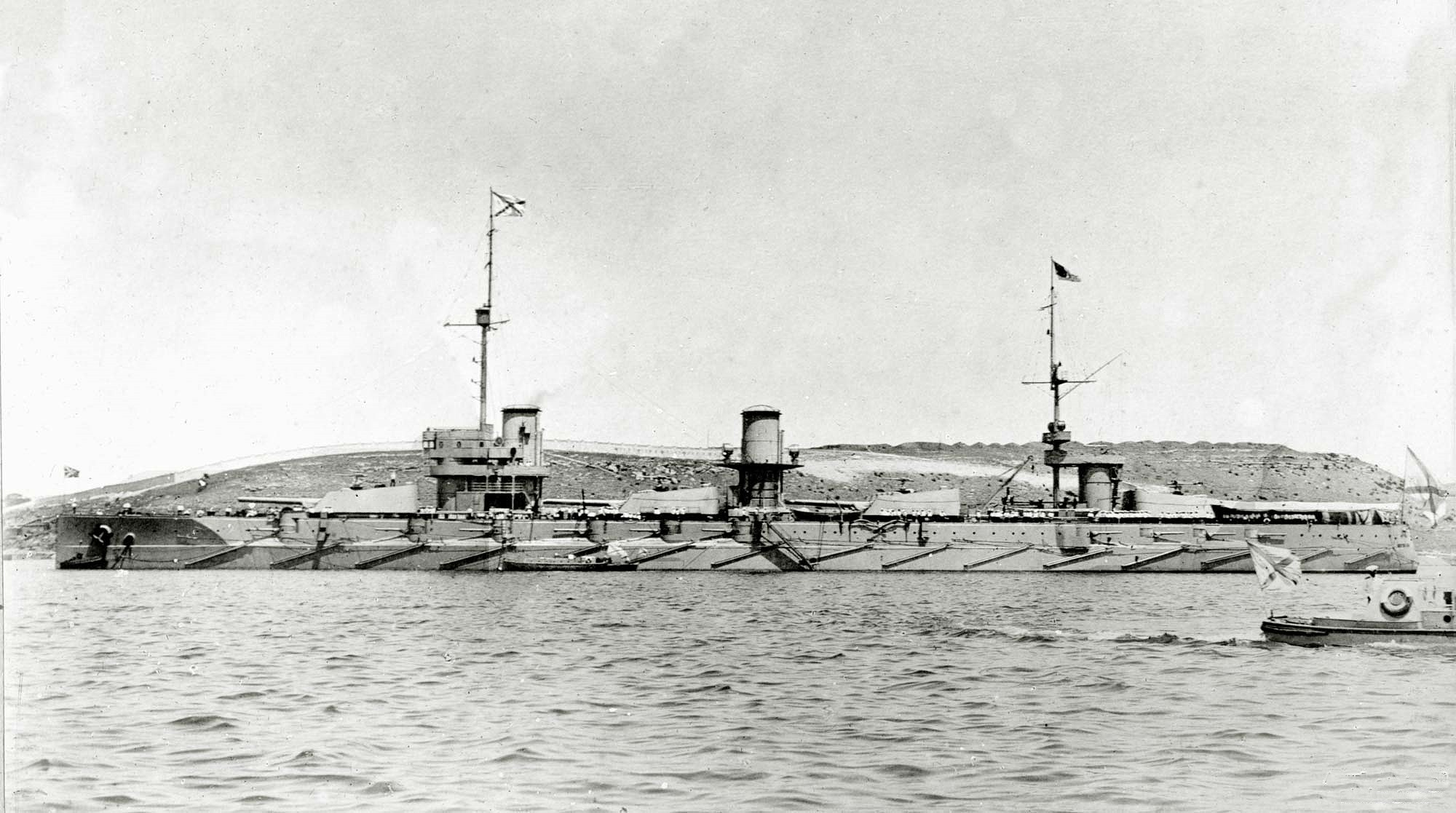
Линейный корабль Императрица Мария во время Высочайшего смотра в Севастополе, 12 мая 1916 года.

Следующим случаем, потребовавшим привлечения японских водолазов, стала гибель линкора «Императрица Мария» в Севастополе 20 октября 1916 года. В результате пожара и взрыва пороховых погребов на борту корабля погибло несколько сотен человек. Линкор перевернулся и затонул на глубине 20 метров в полумиле от берега. Перед началом работ по подъёму судна требовалось установить его состояние и точное положение. Поскольку в России ранее не проводились работы по обследованию и подъёму кораблей такого класса, на заседании Технического совета Главного управления кораблестроения (ГУК) генерал-лейтенант В. П. Ведерников предложил обратиться за консультациями к иностранным специалистам из Италии, США и Японии, имевшим опыт проведения подобных операций. Японские моряки и водолазы имели опыт подъёма русских кораблей в Порт-Артуре, а также броненосца «Микаса», затонувшего в 1905 году на рейде Сасебо после взрыва. Итальянские специалисты, в свою очередь, предпринимали попытки подъёма линкора «Леонардо да Винчи», сопоставимого с «Императрицей Марией» и затонувшего летом 1916 года в результате внутреннего взрыва.
Американские, английские и итальянские фирмы не дали определённого ответа на запрос. Только японская сторона ответила согласием и направила в Севастополь комиссию из 12 человек, в состав которой вошли водолазы, корабельные инженеры, инженеры-механики, техники, плотники, высшие и низшие чиновники и другие специалисты: 
- Капитан 1 ранга Танака Котаро[яп.]
- Корабельный инженер, капитан Хасигути Ясутака
- Корабельный инженер, подполковник Фукуи Дзюммей
- Инженер-механик, капитан-лейтенант Курода Такума
- Гражданский техник Моси Ясабуро
- Водолаз Хаяси Кэнкити
- Водолаз Манабэ Иото
- Водолаз Нисии Ракудзиро
- Плотник Исикава Хёкити
- Слесарь Сайта Хэйдзиро
- Марсовый Такахаси Сайдзо
- Конопатчик Ксано Усигоро

Руководство японской миссией было возложено на капитана 1-го ранга Танаку Котаро. Танака Котаро ранее служил морским агентом в России, говорил по-русски и представлялся русским как «Константин Кириллович». В начале 1916 года он сопровождал великого князя Георгия Михайловича во время визита в Японию. 
Планировалось, что специалисты из Токио отправятся 29 ноября с ночёвкой в Москве по пути следования. Группа прибыла в Севастополь в декабре 1916 года. 
По результатам водолазных работ подполковник Фукуи Дзюммей и инженер-механик Курода Такума представили многоэтапный проект подъёма судна, во многом схожий с одним из российских проектов. Предполагалось завершить все работы в течение восьми месяцев, задействовав не менее двухсот японских рабочих и специалистов. Проект получил одобрение ГУК, и было принято решение обратиться к японскому командованию с просьбой о его реализации. Начальник водолазной партии Черноморского флота в служебной переписке с капитаном порта выразил пожелание об организации обучения российских водолазов у японских специалистов, признавая высокий уровень их квалификации и передовой опыт в области подводных работ.
Согласно проекту японских инженеров под руководством Танака Кутаро, подъём линкора «Императрица Мария», лежавшего на дне вверх килем, предполагалось осуществить в два этапа. На первом этапе, путём продувки сжатым воздухом и частичного затопления отсеков, корабль планировалось вывести на поверхность в положении «вверх килем». На втором этапе, посредством сложной системы дифферентовки и балластировки отсеков, линкор предполагалось перевернуть в нормальное положение (палубой вверх) непосредственно перед постановкой в сухой док. Данный метод обеспечивал наиболее удобное положение корпуса для последующего ремонта. 
Но в марте 1917 года японская миссия была вынуждена вернуться на родину. Причиной послужил инцидент, произошедший 14 января в Йокосуке: в результате внутреннего взрыва на рейде затонул броненосный крейсер «Цукуба», что привело к гибели более 350 человек. Японские водолазы потребовались для ликвидации последствий этого происшествия. 
Работы по подъёму «Императрицы Марии» и переводу линкора в док были завершены лишь в 1918 году. Линкор был поднят более простым способом — в положении «вверх килем», без последующего переворачивания. В 1927 году корабль был разобран на металл, а в годы Великой Отечественной войны снятая с него крупнокалиберная артиллерия использовалась при обороне Севастополя.

## Награждение
Японские специалисты, участвовавшие в водолазных работах и составлении проектов по подъёму кораблей, были награждены российскими орденами и медалями.
При этом капитан 1-го ранга К. Танака на момент награждения уже имел орден Св. Станислава 2-й степени со звездой и Св. Анны 2-й степени. Капитан Хасигути Ясутака был награждён орденом Св. Станислава 3-й степени за работы на крейсере «Пересвет», а позже представлен к награде за работы на линкоре «Императрица Мария». Около тридцати нижних чинов и мастеровых, обслуживавших работы по спасению «Пересвета», были представлены к награждению серебряными медалями с надписью «За усердие». Неоднократное награждение японских моряков российскими орденами и медалями служит ярким свидетельством высокого качества выполненной ими работы.

## Последствия
Во время работ по подъему «Императрицы Марии» Танака Котаро познакомился с А. В. Колчаком, впоследствии ставшим адмиралом и одним из лидеров Белого движения. Когда адмирал Танака (теперь как глава японской военной миссии при правительстве А. В. Колчака) прибыл в Омск в феврале 1919 году, русские газеты вспоминали о его участии в этих работах и знакомстве с А.В. Колчаком, с которым у него сложились дружеские отношения.